# Jan Jarolím (1946)
Jan Jarolím (* 21. října 1946 Praha) je český politik, v letech 1994 až 2006 a od roku 2021 místostarosta městské části Praha 9, v letech 2006 až 2021 starosta této městské části, člen ODS.

## Studia a zaměstnání
Vystudoval Vysokou školu zemědělskou v Praze. Pracoval v Českém hydrometeorologickém ústavu (1973 až 1983) a Výzkumném ústavu místního hospodářství (1984 až 1990), poté do roku 1992 působil ve Federálním výboru pro životní prostředí jako poradce náměstka ministra a ředitel odboru ekologické politiky.

## Veřejné funkce
V roce 1994 byl zvolen zastupitelem městské části Praha 9 za ODS, kterým je od té doby nepřetržitě. Od roku 1994 do roku 2006 byl místostarostou městské části, od roku 2006 do roku 2021 byl starostou městské části. 30. března 2021 byl z funkce starosty odvolán a starostou byl zvolen jeho stranický kolega, dosavadní místostarosta Tomáš Portlík. Od 30. března 2021 zastává Jarolím pozici místostarosty.
V doplňovacích volbách do Senátu v roce 2019 kandidoval jako společný kandidát ODS a KDU-ČSL v obvodu č. 24 – Praha 9. První kolo vyhrál se ziskem 24,25 % hlasů. Ve druhém kole jej však porazil nestraník za hnutí STAN David Smoljak, a to poměrem hlasů 40,49 % : 59,50 %.